# John Daly
John Patrick Daly (nascido em 28 de abril de 1966) é um jogador norte-americano de golfe profissional, que disputa o PGA Tour. Profissionalizou-se em 1987 e já venceu um torneio do circuito asiático e cinco do circuito europeu.

## Vitórias profissionais

### Títulos do Asian Tour
| N.º | Data                  | Torneio           | Placar               | Margem    | Vice-campeão       |
| --- | --------------------- | ----------------- | -------------------- | --------- | ------------------ |
| 1   | 12 de outubro de 2003 | Kolon Korean Open | −6 (73-69-72-68=282) | 2 tacadas | Thaworn Wiratchant |